# La Mort de Bara
Pour les articles homonymes, voir La Mort de Bara (homonymie).
La Mort de Bara est un tableau de Jean-Joseph Weerts peint en 1883 et conservé au Musée d'Orsay. Il entend montrer la mort d'un héros de la Révolution, Joseph Bara, tué par les Vendéens en 1793. Peint dans un contexte d'affirmation de la République, il est un exemple de la peinture patriotique d'histoire et connaît un grand succès, notamment en reproduction.

## Une commande d'État de réactivation de la mémoire
Le tableau représente Joseph Bara, jeune garçon de l'armée républicaine, tué à 14 ans par des Vendéens à Jallais, au nord de Cholet, le 7 décembre 1793. À la suite d'une lettre envoyée à la Convention par son chef, Jean-Baptiste Desmarres, décrivant cette mort et réclamant une pension pour la mère de Bara, il est érigé en héros et martyr de la Révolution, principalement, à l'origine, sous l'influence de Robespierre.

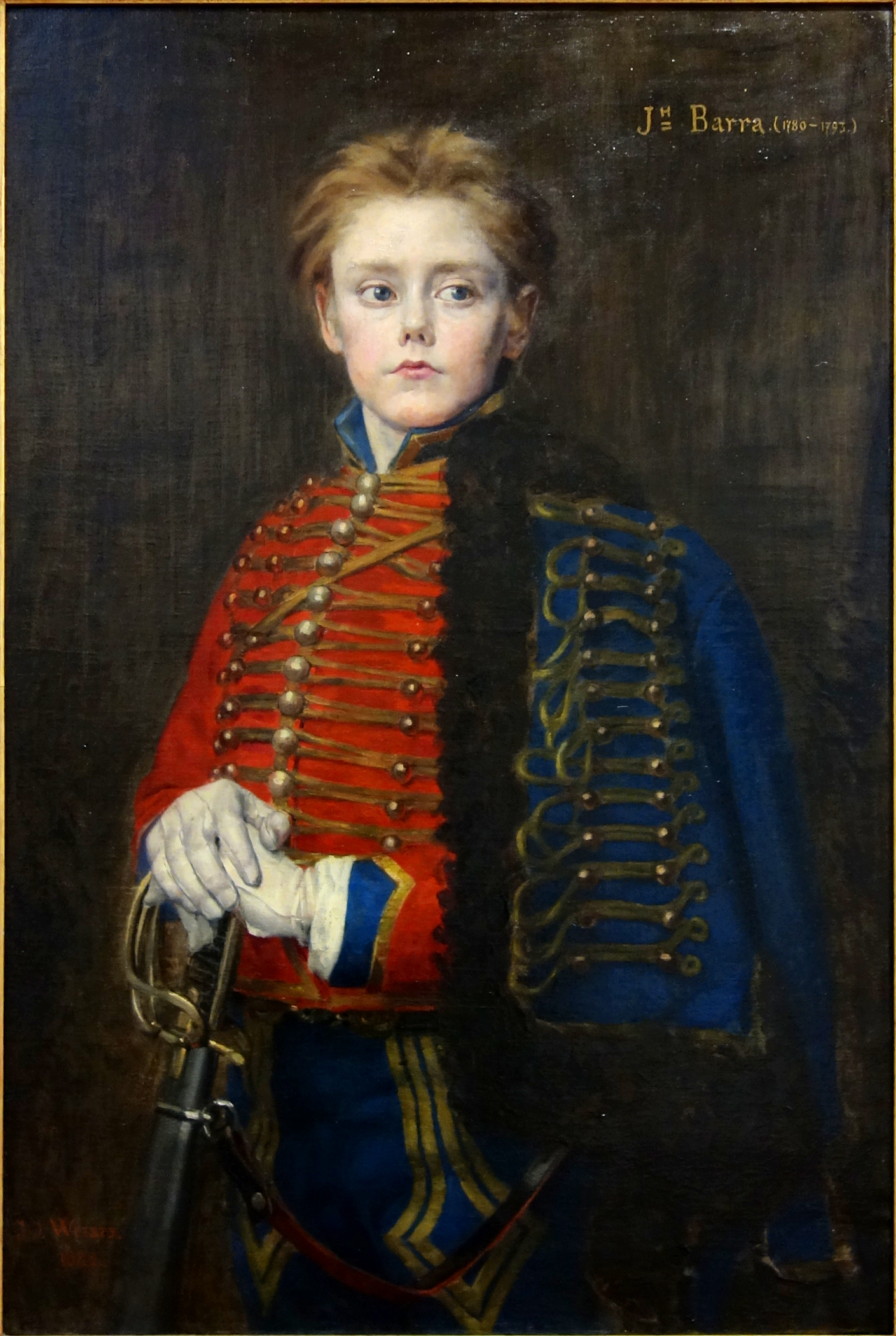
Portrait de Joseph Bara, par Jean-Joseph Weerts (1882). Musée de la Piscine, Roubaix

En 1883, Jean-Joseph Weerts, peintre originaire du Nord, très prolifique, compose La Mort de Bara, tableau actuellement conservé au Musée d'Orsay.  
Weerts répond ainsi à une commande de l'État. En effet, pour enraciner le régime républicain en France, la Troisième République mène une œuvre d'appropriation symbolique de la culture liée à la Révolution. La réactivation de la mémoire de Bara en fait partie. Au début des années 1880, différentes toiles représentant Bara sont réalisées. La mobilisation des artistes s'effectue essentiellement sous l'impulsion d'Edmond Turquet, sous-secrétaire d'État aux Beaux-Arts. 
L'année précédente, en 1882, Weerts a peint un portrait de Bara en hussard. Ce tableau est conservé au musée de la Piscine à Roubaix. 

## Une scène de guerre

### Représenter Bara
La Mort de Bara est une grande huile sur toile (3,5 × 2,5 m), relevant à la fois de la peinture d'histoire et de la peinture patriotique. Weerts est profondément patriote, attristé par la défaite de 1870, et sincèrement attaché aux valeurs républicaines.  

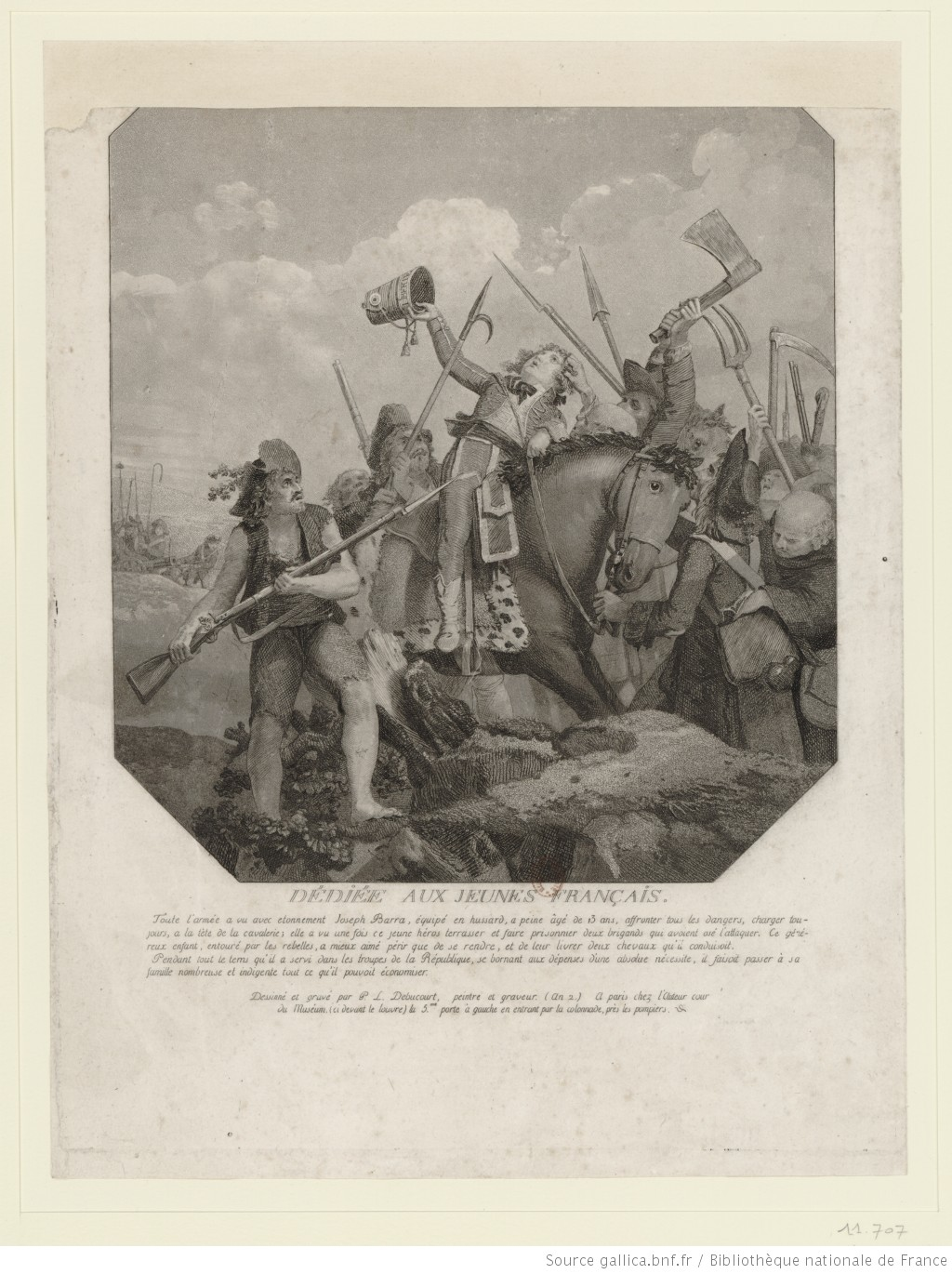
Mort héroïque du jeune Barra dédiée aux jeunes Français. Estampe de Philibert-Louis Debucourt (1794)

Weerts s'est peut-être inspiré d'une estampe de Philibert-Louis Debucourt, intitulée Mort héroïque du jeune Barra dédiée aux jeunes Français et datant de 1794. Les ressemblances dans la composition et les mouvements des personnages, en premier lieu Joseph Bara, sont en effet très visibles.    
Le spectacle qui nous est donné à voir est bien loin du jeune éphèbe peint par David dans La Mort du jeune Bara ou des gisants représentés les années précédentes par Charles Moreau-Vauthier dans La Mort de Joseph Bara (1880) et Jean-Jacques Henner dans Bara (1882). Ces œuvres représentent toutes le moment d'après, Bara agonisant ou mort.   

### Un instant suspendu
Au contraire, dans le tableau de Weerts, Bara, en uniforme de hussard dont les couleurs, reprises du portrait peint l'année précédente, attirent l'œil, est saisi juste avant sa mort, en plein combat. Il est cerné par trois Vendéens qui vont le transpercer de leurs armes déjà rougies. À l'arrière-plan, les chevaux que, selon la lettre de Desmarres à la Convention, Bara conduisait. Weerts représente donc Bara en mouvement, tombant vers la mort, comme Albert-Lefeuvre dans la statue inaugurée à Palaiseau deux ans auparavant.   
Les Vendéens qui l'entourent semblent hésiter, comme pour saisir un instant suspendu avant de plonger leurs lames dans le corps de l'enfant, dont le visage est illuminé.   
Selon le journaliste et critique d'art Louis Énault :   

« Le moment psychologique, qu'il a su bien choisir, lui a fourni [à Jean-Joseph Weerts] un motif très dramatique, qu'il a traité avec beaucoup d'énergie et de fougue. Il ya quelque chose de vraiment poignant dans cette tuerie d'enfants, qui s'écharpent avec des baïonnettes et des faux. Bella matribus detestata ! »

Exaltation du sacrifice patriotique, le tableau représente Bara dans une attitude de crucifié, à laquelle s'oppose la brutalité des Vendéens, qui sont hirsutes, habillés de vêtements folkloriques dévalorisants et coiffés de chapeaux à larges bords. On distingue à peine leurs visages. Plus précisément, la scène fait référence à la légende affirmant que, sommé de crier : « Vive le Roi », Bara aurait refusé en criant : « Vive la République ». Cet enjolivement de la probable réalité historique est principalement l'œuvre de Robespierre.   

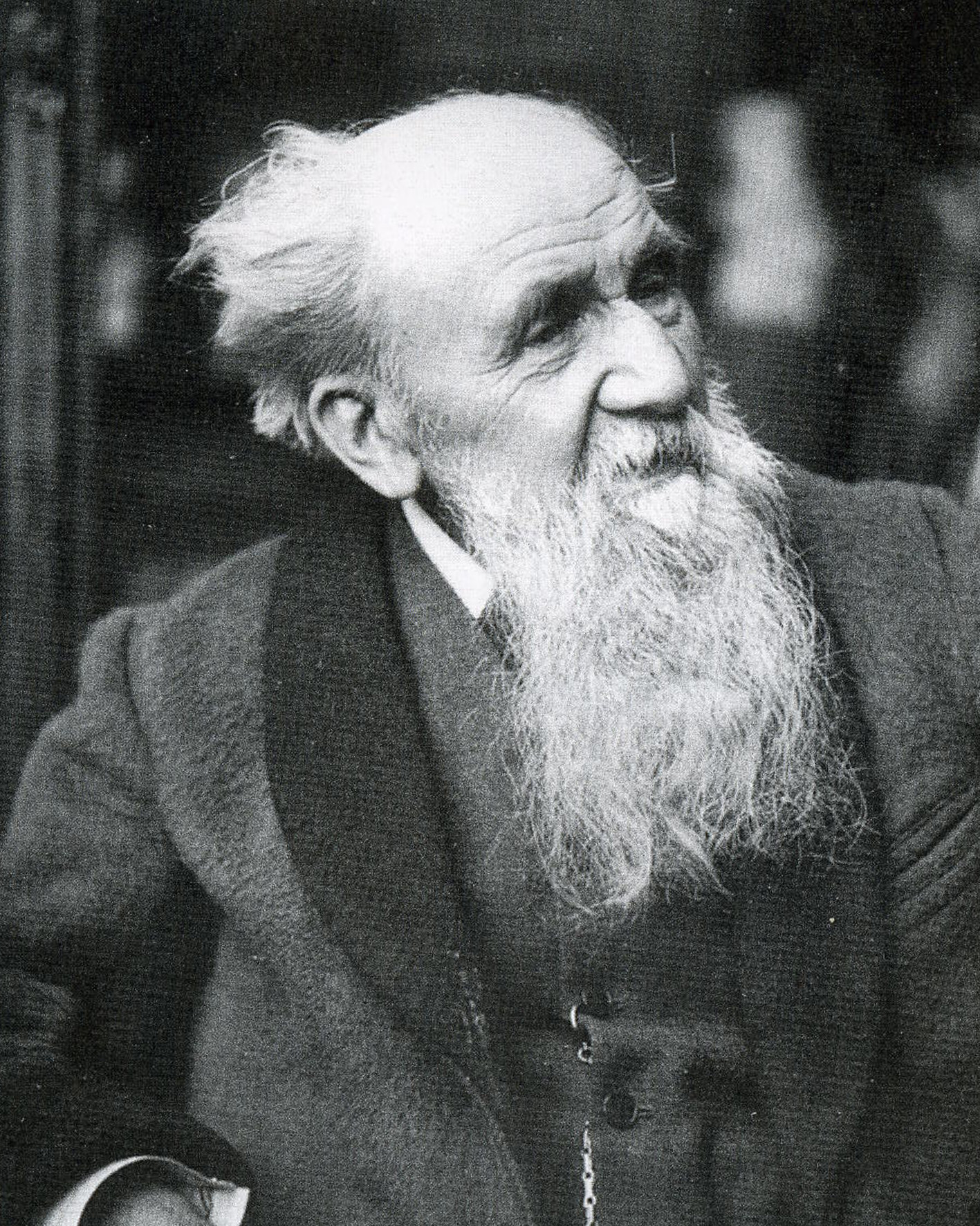
Jean-Joseph Weerts

## Un succès
Présenté au Salon des artistes français de 1883, ce tableau vaut à Weerts la Légion d'honneur. Il est d'abord exposé à l'Élysée pendant l'exposition universelle de 1889, puis au Musée du Luxembourg. De 1926 à 1979, il orne la préfecture du Haut-Rhin à Colmar puis la mairie de Palaiseau de 1979 à 1986. Il est intégré dans les collections du Musée d'Orsay en 1986.
Peu de temps après sa réalisation, il est reproduit en photogravure et les centaines de milliers d'exemplaires tirés sont envoyés dans les écoles et affichés aux murs des salles de classe. Dans le cadre de l'enseignement d'une histoire vivante, Bara est en effet un des héros proposés aux enfants comme modèle politique et scolaire par la Troisième République.
On reproduit aussi cette gravure dans des journaux dès 1883, par exemple dans un numéro de septembre de L'Estafette lorraine, ou dans un supplément du journal républicain breton Le Finistère. Il s'agit en fait du même contenu rédactionnel sous deux titres différents.
Signe que cette image imprègne la mémoire, au moins communiste, on trouve encore la reproduction du tableau de Weerts en 1947 sur une des pages du calendrier du journal L'Humanité. Il est aussi reproduit dans les manuels de l'école élémentaire jusque dans les années 1960.

## Œuvres en rapport
- Tableau intitulé La Mort du jeune Bara, de Jacques-Louis David (1794).
- Estampe de Philibert-Louis Debucourt intitulée  Mort heroïque du jeune Barra : dédiée aux jeunes français (1794)[12].
- Modèle en plâtre pour une oeuvre en marbre, représentant Joseph Bara mourant, directement inspiré du tableau de Jacques-Louis David, réalisé par le sculpteur angevin et militant républicain David d'Angers (1838).
- Tableau intitulé La Mort de Joseph Bara, de Charles Moreau-Vauthier (1880).
- Tableau intitulé Bara, de Jean-Jacques Henner, vers 1882.